# 쥬씨
쥬씨(Juicy)는 대한민국의 생과일 쥬스 프렌차이즈 기업이다. 본사는 서울특별시 강남구 논현로 529, 6층에 위치하고 있으며, 대표이사는 윤석재다. 현재 차얌이라는 버블티 브랜드도함께 운영하고 있다.

## 역사
2010년 쥬씨 1호점 건대점을 오픈하였으며, 현재는 460여개 매장을 운영하고 있다.

## 매장 지역
- 서울특별시 : 177개
- 부산광역시 : 23개
- 대구광역시 : 6개
- 인천광역시 : 30개
- 광주광역시 : 3개
- 대전광역시 : 8개
- 울산광역시 : 3개
- 경기도 : 135개
- 강원특별자치도 : 16개
- 충청북도 : 14개
- 충청남도 : 9개
- 전북특별자치도 : 10개
- 전라남도 : 5개
- 경상북도 : 15개
- 경상남도 : 16개
- 제주특별자치도 : 3개

## 같이 보기
- 고망고